# كمال شداد
كمال حامد إبراهيم شداد هو الرئيس السابق لاتحاد كرة القدم السوداني حتى عام 2021، ومن أبرز الشخصيات على مستوى أفريقيا وشارك في عدة مؤتمرات عالمية ودولية.

## سيرته
عمل شداد محاضراً في الاتحاد الدولي لكرة القدم والاتحاد الأفريقي، وهو أستاذ الفلسفة جامعة الخرطوم حصل على درجة الدكتوراه من جامعة (لندن) وماجستير الفلسفة جامعة الخرطوم، وأيضًا حاز على درجة البكالوريوس جامعة السوان.

## اسهاماته
كمال شداد من الشخصيات السودانية ذات العطاء الواسع وعمل في مجال التدريب، وعمل مُديرًا فنيًا للفريق القومي السوداني، في الاعوام (1964-1967م  كما عمل شداد سكرتيرا للجنة التدريب المركزية بالاتحاد السوداني لكرة القدم في الاعوام 1963م_ 1960 وترأس شداد الاتحاد السوداني لكرة القدم اول مره في ١٩٨٨ حتي ١٩٩٥، ثم مره اخري مره ٢٠٠١ حتي ٢٠١٠، ومره ثالثه عندما فاز شداد في انتخابات 2017 _2021 وحصل علي 33 من اصل 63 في الجمعية العمومية ضد معتصم جعفر الذي حصل على 28 صوتا.

## مشاركات
عمل شداد عضوا في لجنة أولمبياد لندن 2012م وعضوا في المكتب التنفيذي لاتحاد اللجان الاولمبية الأفريقية وتم اختياره عضواَ بمحكمة التحكيم الرياضية في سويسرا 2003م

## نشاطاته
عمل شداد في مجال الصحافة الرياضية في عدد من الصحف منها جريدة الايام وجريدة الزمان وترأس القسم الرياضي بصحيفة (الصحافة، والرأي العام) كما اصدر جريدة المتفرج، وكان كمال شداد واجه اتهامات باستلام مبالغ مالية 20 الف دولار الا أن زوجته نفت ذلك وكانت وجهت بعض الصحف اتهامات لشداد بأنه تسلم مبالغ مالية تخص الاتحاد.